# Sarkadi Cukorgyár megállóhely
Sarkadi Cukorgyár megállóhely egy Békés vármegyei vasúti megállóhely, Sarkad településen, a MÁV üzemeltetésében. A város nyugati részének déli szélén található, közvetlenül az Anti út (a 4252-es útból kiágazó 42 151-es számú mellékút) és a vasút keresztezésénél; a megállóhoz legközelebbi két utca a Temesvári utca és a Cukorgyári utca nevet viseli.
Sarkad vasútállomástól 1 kilométerre, József Szanatórium megállóhelytől 5 kilométerre, Békéscsabától 28, Gyulától pedig 12 kilométer távolságra helyezkedik el. A megállóhelyen minden vonat megáll. Itt kell leszállniuk a Kinizsi sporttelepre vagy a Cipzárgyárba tartó utasoknak.
A megállóhelytől Gyula-Békéscsaba és Kötegyán-Vésztő-Püspökladány és Kötegyán-Nagyszalonta útirányra indulnak vonatok. Az útvonalon BZMOT és InterPici szerelvények közlekednek. A reggeli és délutáni Bzmot személyvonatnak első motorkocsija megy Nagyszalontára.

## Vasútvonalak
A megállóhelyet az alábbi vasútvonalak érintik:
- Szeged–Kötegyán-vasútvonal

## Kapcsolódó állomások
A megállóhelyhez az alábbi állomások vannak a legközelebb:
- József Szanatórium megállóhely (Szeged–Kötegyán-vasútvonal)
- Sarkad vasútállomás (Szeged–Kötegyán-vasútvonal)

## Forgalom
| Járat        | Útvonal | Gyakoriság        |
| ------------ | --- | ----------------- |
| személyvonat | Békéscsaba – Fényes – Bicere – Gyula (– Gyulai városerdő) – József Szanatórium – Sarkadi Cukorgyár – Sarkad – Kötegyán – Méhkerék – Sarkadkeresztúr – Okány – Vésztő                                               | Kb. 2 óránként    |
| személyvonat | Békéscsaba → Fényes → Bicere → Gyula (→ Gyulai városerdő) → József Szanatórium → Sarkadi Cukorgyár → Sarkad → Kötegyán → Méhkerék → Sarkadkeresztúr → Okány → Vésztő → Szeghalom → Körösladány → Dévaványa → Gyoma | Napi 2 Gyoma felé |
| személyvonat | Békéscsaba – Fényes – Bicere – Gyula – József Szanatórium – Sarkadi Cukorgyár – Sarkad – Kötegyán – Salonta (Nagyszalonta)                                                                                         | Napi 1 pár        |